# یعفور، سوریه
یعفور (به عربی: یعفور) یک روستا در سوریه است در ناحیه قتانا که در استان ریف دمشق واقع شده‌است. یعفور در سال 2004 , ۴٬۶۳۸ نفر جمعیت دارد.